# フィラーゴ
フィラーゴ（伊: Filago  ( 音声ファイル)）は、イタリア共和国ロンバルディア州ベルガモ県にある、人口約3,100人の基礎自治体（コムーネ）。

## 地理

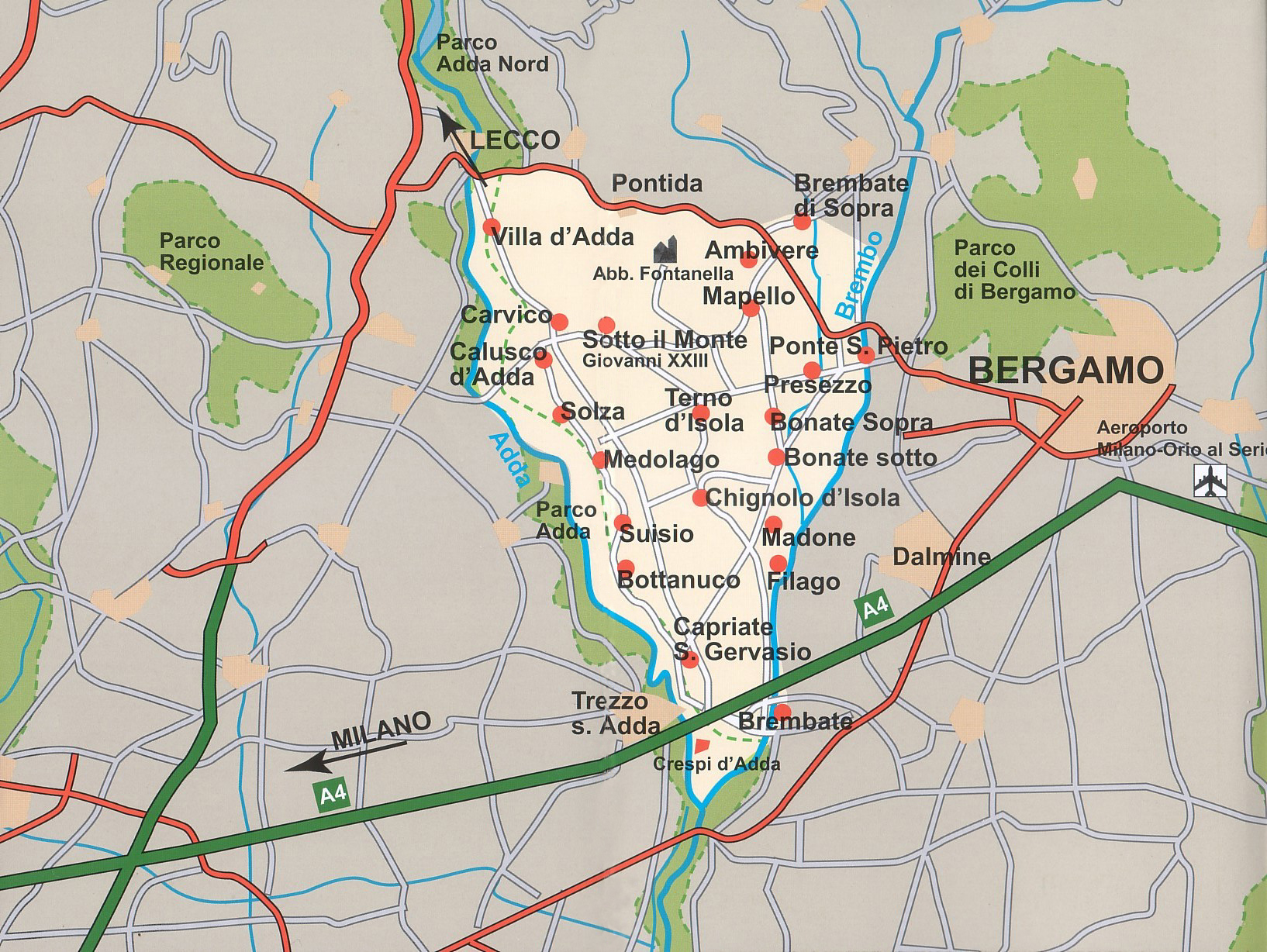
イーゾラ・ベルガマスカ

### 位置・広がり
ベルガモ県南西部、イーゾラ・ベルガマスカ地方のコムーネ。ブレンボ川右岸（西岸）に位置する。県都ベルガモから南西へ12km、州都ミラノから北東へ34kmの距離にある。

#### 隣接コムーネ
隣接するコムーネは以下の通り。
| - ボナーテ・ソット - ボッタヌーコ - ブレンバーテ - カプリアーテ・サン・ジェルヴァージオ - ダルミネ - マドーネ - オージオ・ソプラ - オージオ・ソット |

### 地震分類
イタリアの地震リスク階級 (it) では、3 に分類される
。